# آلفا و امگا (فیلم)
آلفا و امگا (به انگلیسی: Alpha and Omega) پویانمایی سه‌بعدی رایانه‌ای و محصول سال ۲۰۱۰ میلادی می‌باشد. این فیلم آخرین حضور دنیس هاپر در یک فیلم سینمایی قبل از مرگش است.

## خلاصه داستان
«کیت و هامفری» به همراه ۳ توله‌ای که دارند، در کنار هم با شادمانی برای جشن گرفتن نخستین زمستان زندگی مشترک‌شان آماده می‌شوند. اما در همین زمان، کوچک‌ترین توله‌شان «رانت» به طرز مرموزی ناپدید می‌شود و ….